# 旭山
旭山（あさひやま）は、北海道旭川市東旭川町倉沼にある、標高295.2mの山。

## 概要
大雪山の西方、ペーパン川と倉沼川に挟まれ岐登牛（キトウシ）山（標高456m）を中心にのびるキトウシ山脈の北西端に位置する。旭川市の中心部から東方約10kmに位置している。
上川盆地に突出した丘陵地で眺望に優れていることから、1912年（明治45年）にそれまで国有林であった山一帯を東旭川村が買収し公園として整備され、その後1963年（昭和38年）の旭川市との合併で旭川市の都市公園「旭山公園」となった。大正時代に公園内に約1000本の桜が植樹され、昭和初期には旭山スキー場が開設、1967年（昭和42年）には山麓に旭川市旭山動物園が開園した。
旭山公園内には散策路が整備され、高台からの眺望や天然の美林の他、春は桜の名所として知られる。旭山公園と旭山動物園の隣接地には、個人所有の和風庭園を旭川市が取得、再整備した「旭山三浦庭園」があり、園内の「スイレン池」に咲くスイレンの他、多くの野草を見ることができる。
旭山スキー場は後に「旭山雪の村」となり、冬季はロープトウが設置された小規模なゲレンデの他、「冬の遊園地」が開設されスノーラフティングや圧雪車による山頂までの遊覧等が行われており、四季を通じ多くの市民が訪れる。
山頂から西側に延びる尾根上には、テレビ・ラジオ各社の送信施設が多数設置されている（詳細は旭川送信所を参照）。